# دومة (ذي السفال)

تعديل مصدري - تعديل

دومة هي إحدى قرى عزلة الصفة بمديرية ذي السفال التابعة لمحافظة إب، بلغ تعداد سكانها 909 نسمة حسب تعداد اليمن لعام 2004.